# Góra Świętej Małgorzaty (gemeente)
De gemeente Góra Świętej Małgorzaty is een landgemeente in het Poolse woiwodschap Łódź, in powiat Łęczycki.
De zetel van de gemeente is in Góra Świętej Małgorzaty.
Op 30 juni 2004 telde de gemeente 4677 inwoners.

## Oppervlakte gegevens
In 2002 bedroeg de totale oppervlakte van gemeente Góra Świętej Małgorzaty 90,42 km², waarvan:
- agrarisch gebied: 91%
- bossen: 0%

De gemeente beslaat 11,68% van de totale oppervlakte van de powiat.

## Demografie
Stand op 30 juni 2004:
| Omschrijving                   | Totaal | Totaal | Vrouwen | Vrouwen | Mannen | Mannen |
| ------------------------------ | ------ | ------ | ------- | ------- | ------ | ------ |
| eenheid                        | aantal | %      | aantal  | %       | aantal | %      |
| inwoners                       | 4677   | 100    | 2365    | 50,6    | 2312   | 49,4   |
| bevolkingsdichtheid (inw./km²) | 51,7   | 51,7   | 26,2    | 26,2    | 25,6   | 25,6   |

In 2002 bedroeg het gemiddelde inkomen per inwoner 1199,9 zł.

## Administratieve plaatsen (sołectwo)
Ambrożew, Bogdańczew, Bryski, Bryski-Kolonia, Czarnopole, Góra Świętej Małgorzaty, Karsznice, Kosin, Marynki, Mętlew, Moraków, Nowy Gaj, Orszewice, Podgórzyce, Rogulice, Sługi, Stawy, Tum, Witaszewice, Zagaj.

## Overige plaatsen
Gaj, Głupiejew, Janów, Konstancin, Kosiorów, Kwiatkówek, Łętków, Maciejów, Mierczyn, Stary Gaj.

## Aangrenzende gemeenten
Krzyżanów, Łęczyca, Ozorków, Piątek, Witonia